# Maeil Kyongje
Le Maeil Kyongje, (coréen : 매일경제신문, anglais : Maeil Business Newspaper) est le principal quotidien économique coréen. Son nom signifie « Le Quotidien Économique ». Son site web présente des informations supplémentaires ainsi qu'une section en anglais.
Cette entreprise a été créée en 1966 par Jung Jin-Ghi. La publication ne devient quotidienne qu'en 1970 en tant que journal du soir pour éviter la concurrence des principaux journaux. Le groupe a depuis élargi ses activités et publie également l'hebdomadaire Maekyong Economy (depuis 1979) et City Life, un hebdomadaire gratuit pour les Séoulites aisés. Il est aussi propriétaire de MBN, une chaine de télévision spécialisée dans les informations de 1993 à 2011 et qui est maintenant devenue généraliste.